# チェロ協奏曲第1番 (プロコフィエフ)
チェロ協奏曲第1番 ホ短調 作品58は、セルゲイ・プロコフィエフが亡命時代末期の1932年に作曲に着手し、ソ連復帰後の1938年に完成したチェロ協奏曲。野心作ではあるが、構成の破格さ、演奏の至難さなどから、演奏されることは少ない。

## 概要
プロコフィエフがパリに滞在していた頃の1932年に着想され、ソ連に帰国した後の1933年にスケッチを終えているが、バレエ音楽『ロメオとジュリエット』や『ピーターと狼』の作曲のため一旦中断され、5年後の1938年に完成された。
初演は1938年11月26日にモスクワで、レフ・ベレゾフスキーのチェロ、アレクサンドル・メリク＝パシャーエフの指揮、ソビエト国立交響楽団によって行われた。しかし初演は不評を買って失敗に終わったため、第二次世界大戦後まではソ連本国でも演奏されなかった。初演時のリハーサルを陰ながら見守っていたスビャトスラフ・リヒテルは自伝の中で「完全な失敗だった」と述べており、初演の失敗によってプロコフィエフは自信を喪失し、作品リストから消し去りたいほど落ち込んでいたと言われる。原因として、チェロのパートにほとんど全曲を通じて高音部記号が用いられており、高音域の重音を多用していて技巧的に至難であったことが挙げられる。
1947年12月21日にモスクワ音楽院でムスティスラフ・ロストロポーヴィチが再演し、以後はヤーノシュ・シュタルケルらのチェリストによって次第に取り上げられ、演奏される機会も増している。
後にプロコフィエフは、ロストロポーヴィチの提言と協力を得て大幅な改作を行い、『チェロと管弦楽のための交響的協奏曲』作品125とした。
アメリカでの初演は1940年にピアティゴルスキーのチェロで行われた。同国のプージー&ホークス社から1951年に出版もされた。

## 楽器編成
- 独奏チェロ
- 木管楽器:ピッコロ、フルート、オーボエ2、クラリネット2、ファゴット2
- 金管楽器:ホルン2、トランペット2、チューバ
- 打楽器:ティンパニ
- その他:弦五部

## 楽曲構成
全3楽章からなり、切れ目なく演奏される。全曲の演奏時間は約24分。
第1楽章 アンダンテ
ホ短調、4分の2拍子。三部形式。
第2楽章 アレグロ・ジュスト
ハ長調、4分の4拍子。ソナタ形式。
第3楽章 主題と変奏（アレグロ）
2分の3拍子。主題と4つの変奏からなり、2つの間奏と回想を挟み、結尾で構成される変奏曲形式。全曲の半分近くを占める。